# الکساندر میشل ملکی
الکساندر میشل ملکی (عربی: روبير الكساندر روبير ميشيل ملكي؛ زادهٔ ۱۴ نوامبر ۱۹۹۲) بازیکن فوتبال اهل سوئد-لبنان است.
وی همچنین در تیم‌های ملی فوتبال زیر ۲۱ سال سوئد، و لبنان بازی کرده‌است.